# Liste antiker Ortsnamen und geographischer Bezeichnungen/Ah
| Lateinischer Name | Griechischer Name | Beschreibung      | Heute | Quellen und Verweise                         | Lage |
| ----------------- | ----------------- | ----------------- | ----- | -------------------------------------------- | ---- |
| Aharna            |                   | Stadt in Etrurien |       | Titus Livius Ab urbe condita 10,25,4; Smith; |      |